# او-۱۰۳ (کریگس‌مارینه)
او-۱۰۳ (به آلمانی: U-103) یک او-بوت کریگس‌مارینه از نوع ۹ب بود.

## تاریخچه عملیاتی

### گشت پنجم
او-۱۰۳ به فرماندهی ورنر وینتر در سومین گشت رزمی خود، پس از دریافت گزارش مشاهده کاروان اس‌ال ۸۷ بریتانیایی در ۶۵۰ کیلومتری شمال کیپ ورده، روز ۲۳ سپتامبر سال ۱۹۴۱ خود را به آن رساند. ساعت ۲۱ شب او-بوت خود را موقعیت مناسبی در غرب کاروان قرار داد و تمامی چهار اژدر جلویی خود را به سمت کشتی‌های متراکم آن شلیک کرد. ادوارد بلایدن، کشتی ۵۰۰۳ تنی بریتانیایی به عنوان نخستین شناور به شکل متوالی مورد اصابت دو اژدر قرار گرفت. این کشتی در عرض چند دقیقه غرق شد. تمامی ۶۳ سرنشین آن به قایق‌های نجات تخلیه گشتند. مدت کوتاهی بعد دو اژدر دیگر به کشتتی نیکتو دو لاریناگا برخورد کردند. این کشتی هم در عرض چند دقیقه به عمق آب رفت. دو تن از سرنشینان در این واقعه جان باختند. در این حال او-۱۰۳ در چرخشی سریع دو اژدر پشتی خود را نیز به سمت کاروان شلیک کرد. او-بوت سپس پیش از فرا رسیدن شناورهای محافظ از محل دور گشت. تمامی سرنشینان کشتی‌های غرق شده توسط کشتی‌های محافظ از آب گرفته شدند.